# يوم المعابدة
يوم المعابدة وهي معركة بين قبيلة هذيل وقبيلة عتيبة وقعت في المنطقة المعروفة اليوم بحي المعابدة شمال شرق مكة المكرمة عام 1116 هـ.

## الأحداث
وقعت حروب كثيره بين عتيبة وهذيل في مكة فأغارت عتيبة على هذيل على غير علمهم وقتلت منهم أربعة رجال وقتلت من قريش رجلان وذلك في 9 شوال من عام 1116 هـ . فخرج في صبح اليوم ستون مقاتلا من هذيل إلى ان وصلوا منطقة المعابدة فوجدوا فيها فخذ من عتيبة هم أكثر فخذ من عتيبة فيه قطاع الطرق والحرامية ومعهم شيخ الروقه من عتيبة هنيدس بن فدعوس الروقي فقتلته هذيل وقتلت معه سبعة اشخاص من عتيبة وطرحوا جثثهم على الأرض في طريق المعابدة وصعدت هذيل إلى جبل خندمة وصرخ سيدهم فأرتجت الأرض لهم.